# Animal Crossing: Let’s Go to the City
Animal Crossing: Let’s Go to the City (с англ. — «Перекрёсток животных: Отправляемся в Город») — видеоигра (в том числе симулятор жизни), разработанная Nintendo EAD и изданная Nintendo для игровой приставки Wii. Третья игра серии Animal Crossing.
В Let’s Go to the City управляемый игроком персонаж переезжает жить в городок, населённый антропоморфными животными. Он может собирать фрукты, заниматься рыболовством, ловлей насекомых, чтобы зарабатывать деньги, выплачивать ипотеку и покупать предметы. Игровой персонаж может общаться с жителями-животными, принимать участие в жизни городка и его благоустройстве.
Игра создавалась на основе игрового движка приквела Wild World, разработчики усовершенствовали графику и доработали игровой процесс. В игру планировалось добавить редактор создания пользовательских предметов и редактор жилого дома, эти игровые механики не были реализованы. Основные нововведения в Let’s Go to the City включали в себя наличие городского района, а также поддержку голосового чата в многопользовательском режиме при наличии микрофона Wii Speak.
Выход игры сопровождался массовой критикой за излишнюю схожесть с предыдущими играми серии и явно незначительные нововведения. С одной стороны, было продано более трёх миллионов копий Let’s Go to the City, что сделало игру одной из самых продаваемых на Wii; с другой стороны, совокупные продажи игры оказались почти в три раза ниже, чем у её приквела Wild World. Nintendo признала, что результаты не оправдали их ожидания.
Игровые критики дали смешанные оценки игре, отметили отсутствие инноваций и назвали её портированной версией Wild World с улучшенной графикой. Отдельно взятая, Let’s Go to the City оценивается как качественная игра с увлекательным геймплеем, хотя и с устаревшей графикой по меркам игр для Wii. Обозреватели заметили, что Let’s Go to the City станет лучшим выбором из всех трёх частей для новичков, прежде не знакомых с предыдущими играми серии Animal Crossing.

## Игровой процесс
Animal Crossing: Let’s Go to the City представляет собой нелинейную песочницу и симулятор жизни, где игрок управляет персонажем-человеком, живущем в городке среди антропоморфных животных. Игровой процесс Let’s Go to the City в целом идентичен приквелу Wild World, с рядом нововведений. Например, имеется городской район, где располагаются все общественные здания и городская площадь. Let’s Go to the City предлагает усовершенствованный редактор индивидуальной раскраски, позволяя создавать рисунки отдельно для передней и задней частей костюма и рукавов, а не только одежды в целом, как в предыдущих частях. В игре для управления можно использовать пульт Wii, как и Wii-нунчаки для ввода текста и доступа в меню с помощью экранного указателя.

Демонстрация игрового процесса в многопользовательском режиме с участием четырёх игроков

В самом начале игрок даёт название городку, в который он переезжает, выбирает имя и пол своему персонажу. Данные игровые параметры устанавливаются во время диалога с котом Ровером в автобусе по пути в городок, где игровой персонаж начнёт свою жизнь в качестве новосёла. Местный предприниматель Том Нук (англ. Tom Nook) сразу же предоставляет игровому персонажу жилище в кредит, который игрок должен гасить. «Колокола» (англ. bells) — внутриигровой аналог игровой валюты. Для заработка игрок должен изучать пространство городка и собирать природные ресурсы. Например, можно собирать ракушки у пляжа, заниматься рыбной ловлей, ловить насекомых и выкапывать окаменелости, чтобы затем продавать их в местном магазине Тома Нука. Игра предоставляет и другие способы заработать деньги, например, покупка и продажа репы — внутриигрового аналога ценных бумаг. Цена на репу меняется каждый день. После того, как игровой персонаж погасит кредит за дом, Том Нук предложит расширить площадь жилища, но уже за бо́льшие кредиты.
Помимо денежного заработка, игрок может, например, составить полную коллекцию пойманных им насекомых или рыб. Игрок может сдавать пойманную живность и выкопанные из земли окаменелости динозавров и других вымерших животных в музей филина Блезерса (англ. Blathers), помогая пополнять его выставку. В обсерватории музея можно найти сестру Блезерса — Селесту (англ. Celeste). Она позволит игроку создать новое созвездие, которое будет украшать ночное небо городка. Помимо прочего, на денежные средства можно покупать предметы в магазине Тома Нука, чтобы обставлять дом, или же покупать одежду в ателье сестёр Эйбл. В Let’s Go to the City приобретаются тематические предметы других игр от Nintendo, например, Mario или Zelda.

### Игровой мир
Время в игре привязано к реальному, есть смена дня, ночи, а также времён года. Если, например, игрок зайдёт в Let’s Go to the City ночью, то увидит там ночное небо, а большинство общественных заведений будут закрыты. Времена года влияют и на облик виртуального городка: в зимние месяцы пространства городка покрыты снегом, а в осеннее время природа окрашена в рыжие оттенки. В определённые часы и дни в Let’s Go to the City периодически проводятся разные мероприятия и фестивали. Праздники могут совпадать с реальными, например, Рождество. Большинство насекомых и рыбу можно ловить только в определённое время суток и года, как, например, комаров, которые попадаются только летом. Некоторые виды более редкие, что, по мнению рецензента игры, делает собирательство особенно забавным.
Городок населяют антропоморфные животные-жители, с которыми можно общаться, развивать дружеские отношения, дарить подарки и отправлять письма. Игрок может облагораживать пространство городка, высаживая в окрестностях деревья и цветы. Цветы можно рассаживать в определённом порядке, чтобы вывести гибридные расцветки, недоступные для покупки. Также можно использовать «индивидуальные рисунки» в качестве флага или для создания напольного покрытия на улице. Также, жертвуя деньги городу, можно построить в нём несколько объектов инфраструктуры, например, мост, колодец желаний, маяк и ветряную мельницу. Городской центр — основное нововведение в игре Let’s Go to the City, отдельный район, где сосредоточены общественные здания, среди них, например, «Академия домашнего уюта» (англ. Happy Home Academy), оценивающая оформление внутренних помещений дома игрового персонажа, ателье сестёр Эйбл (англ. Able Sisters), магазин модной одежды Грейси (англ. Gracie), обувная лавка Кикса (англ. Kicks), букмекерский магазин, где можно выставлять на продажу собственные предметы, чтобы их могли купить другие игроки, и наоборот, парикмахерская Шампудель (англ. Shampoodle) или комиссионный магазин лиса Редда (англ. Redd), где можно купить антикварные предметы искусства. Затем их можно будет сдать в музей Блезерса, однако есть риск, что предметы окажутся подделками. В районе имеется шатёр с гадалкой Катриной (англ. Katrina), которая может делать предсказания и наколдовывать удачу.

### Мультиплеер и обмен данными
Игра поддерживает многопользовательский режим с участием до четырёх игроков, позволяя приглашать к себе персонажей других игроков через Wi-fi-подключение или же самому посещать городки других игроков. Для этого игрок-гость и игрок-принимающий должны состоять в списке друзей друг друга, а затем обменяться 12-значным «кодом друга». Такая система аналогична Wild World, и, в отличие от приквела, жители деревни не прячутся в собственных домах в тот момент, когда городок посещают персонажи других игроков. Помимо прочего, игрок может использовать микрофон WiiSpeak, чтобы общаться с другими игроками. Для этого у обоих игроков должен быть установлен микрофон. Посещая других игроков, можно приобрести некоторые предметы, не доступные в родном городке, например, фрукты «неродного» вида, из которых можно затем выращивать деревья, собирать фрукты и продавать Тому Нуку по завышенной цене. В 2014 году поддержка онлайн-режима была прекращена.
Let’s Go to the City позволяет переносить данные персонажа в Nintendo DS с помощью опции DS Suitcase и загружать его на Wii-приставку другого игрока. В этом случае игра ведётся в одиночном режиме. Всё, что купил и сделал персонаж в чужом городке, можно сохранить на DS и с новыми сохранениями перенести обратно на «родную» приставку. Игрок может отправлять письма другим игрокам Let’s Go to the City, находящимся в списке друзей. Функция DS Suitcase позволяет импортировать персонажа из Wild World в Let’s Go to the City.

## Разработка
Разработка началась на фоне большого успеха игры Wild World и почти сразу после выхода последней. Let’s Go to the City создавало подразделение Nintendo EAD, командой руководил Кацуя Эгути. Как и предыдущие игры серии Animal Crossing, третья часть разрабатывалась эксклюзивно для игровой приставки от Nintendo следующего поколения — Wii. Две предыдущие игры разрабатывались для GameCube и Nintendo DS. Let’s Go to the City должна была заинтересовать как старых игроков, так и новичков, а также женскую игровую аудиторию. Let’s Go to the City выступала частью стратегии Nintendo по выпуску игр, ориентированных на казуальных игроков.
Позже разработчики, комментируя провальный выпуск Let’s Go to the City, признались, что подошли к разработке максимально консервативно. Они представили версию игры для DS с улучшенной графикой, так как боялись менять формулу игры и были уверены, что именно старая формула, приведшая к успеху оригинальной Animal Crossing и её портативной версии Wild World, снова обеспечит очередному сиквелу успех. Этот провал мотивировал разработчиков полностью переосмыслить подход к разработке сиквела New Leaf, в частности, добавить достаточно нововведений, чтобы вернуть интерес к франшизе у старых игроков.

### Игровой процесс и управление
Let’s Go to the City является доработанной версией Wild World, созданной на том же игровом движке. Её игровой процесс в целом подобен приквелу для Nintendo DS, но с дополнительным материалом, в частности, бо́льшим количеством персонажей, коллекцией предметов и новой локацией городского района. Как и предыдущие игры серии, Let’s Go to the City — игра без чёткой цели, где игрок играет в своём темпе и сам решает, к чему стремиться.
Разработчики планировали прежде всего приспособить игровой дизайн Let’s Go to the City для игры на игровой приставке, приквел Wild World, наоборот, разрабатывался для игры на портативном устройстве. Интерфейс игры создавался с учётом управления через Wii Remote, позволяя имитировать движения при ловле насекомых, рыбалке, рубке деревьев или составлении писем
. Традиционное управление с помощью кнопок сохранялось, поскольку предполагалось, что не всем игрокам понравится использовать Wii Remote.
Основные нововведения игры касались прежде всего улучшения базового игрового процесса и многих имеющихся функций — например, была разработана более детализированная кастомизация одежды, позволяющая накладывать пользовательские рисунки на переднюю и заднюю части рубашки и рукава.
Дизайн дорабатывался с учётом основных пожеланий игровых фанатов. Специально для игроков Wild World была введена возможность переноса данных персонажа из Wild World в Let’s Go to the City с сохранением внешности, имени и одежды.
Главное нововведение, отсутствовавшее в Wild World, — это добавление городского района. Если приквел концентрировался вокруг сельской жизни, то Let’s Go to the City должна была предоставить доступ к небольшому городку, позволяя игроку наблюдать за течением городской жизни. Основное действие происходит по-прежнему в привычной для предыдущих игр сельской местности, но игрок может в любой момент посещать центр городка и наблюдать за происходящими там событиями. Кацуя Эгути упоминал критику предыдущих игр Animal Crossing из-за невозможности покупать предметы в ночное время суток. Для решения такой проблемы разработчики задумывали ввести аналог внутриигровой цифровой площадки Тома Нука, позволяющей заказывать предметы в любое время суток. Другая идея заключалась в том, чтобы продавать предметы на аукционах как внутри игры, так и на официальном сайте сообщества Animal Crossing. В Let’s Go to the City были возвращены такие праздники, как, например, Рождество, Хэллоуин или День Зайцев, которые появлялись в первой Animal Crossing, но были исключены из её продолжения Wild World. В Let’s Go to the City интегрировали поддержку аватаров Mii, которых игровой персонаж может использовать в качестве маски. Ранее команда создателей работала над приложением Mii Channel.

### Графика
С точки зрения графики и художественного стиля Let’s Go to the City подобна Wild World, при этом разработчиков больше не сдерживали сильные ограничения, наложенные малой оперативной памятью Nintendo DS, поэтому они могли значительно доработать графику и игровой мир в Let’s Go to the City. В частности, разрешение экрана улучшилось до 480р, а частоту кадров повысили до 60 в секунду, как у первой Animal Crossing для GameCube. Для сравнения, частота в Wild World была ниже 30 кадров в секунду.
Другие важные изменения касались значительно улучшенной графики и качества анимаций. Предметы и животные стали более проработанными, с большим количеством полигонов. Многие объекты, представленные спрайтами в первых двух играх, заменили на полноценные трёхмерные объекты, например, деревья или рыбы с насекомыми. Все имеющиеся в игре насекомые и рыбы полностью анимированы. Разработчики решили доработать камеру, которая в первых двух играх была фиксированной, но в обоих приквелах положение камеры было разным. В Let’s Go to the City же отныне можно было менять положение камеры как в первой Animal Crossing (под углом сверху), так и в Wild World (прямой взгляд на горизонт). Сама поверхность земли имеет цилиндрическую форму, как и в Wild World. Размер городка также был увеличен до такового в версии для GameCube. Другие косметические улучшения касаются, например, образования протоптанных тропинок, где игровой персонаж особенно часто бегает.

### Нереализованные идеи
Руководитель команды разработчиков Кацуя Эгути в интервью с редакцией игрового сайта IGN от 2007 года раскрыл множество подробностей хода разработки Let’s Go to the City, эти идеи не вошли в итоговую версию Let’s Go to the City. Эгути рассказал о работе над механикой, позволявшей создавать из готовых блоков пользовательские предметы, а также делиться ими с другими игроками, однако основная проблема с этой механикой была связана с большими данными сохранений. Другая механика позволяла бы подробно планировать дом и форму внутренних помещений по аналогии с упрощённой версией редактора строительства в The Sims.
Создатели хотели значительно увеличить площадь городка, как и количество жителей — до 30. Эгути утверждал, что создатели работали над свободно вращающейся камерой, позволяющей рассматривать окрестности острова с разных сторон, например, видеть пляж с другой части городка. Другая идея заключалась в том, что игра позволяла бы владеть игровому персонажу четырьмя участками, два из которых можно было бы сдавать в аренду неигровым персонажам или игрокам из других деревень. Аренда выступала бы дополнительным источником денежного дохода. Команда рассматривала возможность привязки погодных условий внутри мира Animal Crossing к реальной локации, где располагаются приставки Wii, например, дождя, но решили отказаться от этой возможности, считая, что это не добавит игрокам положительного опыта.
Разработчики также хотели вернуть возможность играть в NES-игры, но ограниченно и внутри игры, так как к этому моменту Nintendo планировала снова продавать свои классические игры. В конце концов NES-игры не были добавлены в Let’s Go to the City.

### Сетевое подключение и обмен данными
Так как игры серии Animal Crossing описываются разработчиками как «способствующие общению», проработка многопользовательского режима была для них особенно важной. Сама Let’s Go to the City разрабатывалась с учётом постоянного сетевого подключения через сетевую поддержку WiiConnect24, позволяя в любой момент входить в многопользовательский режим, оставлять сообщения друзьям, получать постоянные обновления с событиями, получать награждения бонусами за периодические игровые сессии и так далее.
Многопользовательский режим разрабатывался на базе такового из Wild World, что включало в себя возможность посещать городки других игроков или же принимать друзей, обмениваясь «кодами друзей». Разработчики стремились улучшить и упростить эту систему, а также ввести возможность отправлять сообщения другим игрокам в игре через электронную почту или телефон. Главное нововведение многопользовательского режима в Let’s Go to the City — поддержка микрофона Wii Speak, позволяющего общаться четырём игрокам в многопользовательском режиме. Как заметил Сигэру Миямото, микрофон был призван передать чувство того, будто игроки находятся в одной комнате. В микрофон был добавлен Ambient-режим, чтобы подавлять звуки окружающей среды, мешающей услышать речь игрока. Citу Folk — первая игра во франшизе Animal Crossing, позволяющая играть в многопользовательском режиме вместе игрокам из США/Европы и Японии.
Разработчики также учитывали владельцев Wii без доступа к интернету. Для них была введена возможность переносить своих персонажей в городки других игроков с сохранением игрового процесса с помощью передачи данных через Nintendo DS. Создатели сравнивали это с тем, как работала передача данных между Animal Crossing для GameCube и портативной приставкой Game Boy Advance.

## Анонс и выход
Впервые третья часть франшизы Animal Crossing была анонсирована на выставке Electronic Entertainment Expo в 2005 году, тогда стало известно, что игра выйдет на будущей игровой приставке от Ninendo. Изначально выпуск планировался в 2007 году, но затем дата релиза была перенесена на 2008 года и потом на конец года. В течение двух лет после анонса японская компания не раз намекала на ход разработки третьей Animal Crossing для Wii.
Игра была впервые продемонстрирована на выставке Electronic Entertainment Expo в 2008 году на пресс-конференции Nintendo. Игровая пресса получила возможность опробовать игру на мероприятии Nintendo Media Summit в Сан-Франциско в сентябре 2008 года, при этом редакция GameSpot заметила улучшение качества графики с момента демонстрации игры на E3.
Nintendo рекламировала Let’s Go to the City как игру, сочетающую лучшие качества оригинальной Animal Crossing и Wild World, в особенности поддержку периферийного устройства Wii Speak, позволяющего игрокам общаться в многопользовательском режиме. Реклама Let’s Go to the City сопровождалась и рекламой микрофона от Wii, так как Nintendo ориентировалась на то, что владельцы City Folk станут и основными покупателями Wii Speak. Let’s Go to the City ещё до выхода демонстрировалась на выставках для показа функциональности WiiSpeak и беспроводной клавиатуры.
В октябре 2008 года Nintendo организовала конкурс, согласно правилам которого участники должны были отправить фотографии животных, одетых в костюмы персонажей из Animal Crossing. Владельцы 50 лучших фотографий получали членство в эксклюзивном комитете Welcome Waggin, приставку Wii, копию Wii Speak, руководство по игре и прочее.
Выход игры состоялся 16 ноября 2008 года в США, 30 ноября в Японии, 4 декабря в Австралии, 5 декабря в Европе, России, Новой Зеландии и 28 января 2010 года в Южной Корее. В европейских странах и Австралии игра выходила под названием Animal Crossing: Let’s Go To The City! а в Северной Америке — City Folk из-за правила американского подразделения Nintendo не публиковать игры под заголовками, имеющими более пяти слов. Let’s Go to the City продавалась в двух изданиях, стандартном и расширенном, включающем копию игры и микрофон Wii Speak. Изначально планировалось, что сервис Wii Speak Channel, позволяющий использовать микрофон вне игры, будет запущен в день выхода Let’s Go to the City. Тем не менее по неизвестной причине запуск сервиса Wii Speak Channel был отложен до декабря, позволяя ранее использовать микрофон только пользователям Let’s Go to the City. Let’s Go to the City также стала первой игрой, совместимой с клавиатурой Wii Keyboard.
В октябре 2010 года Nintendo выпустила карточную игру «Animal Forest Karuta», которую можно было приобрести в «Club Nintendo» в обмен на баллы, приобретённые за регистрацию серийных номеров игр от Nintendo. В 2011 году Let’s Go to the City была переиздана как часть издания Nintendo Selects.

### Споры после выхода
Выход Let’s Go to the City сопровождался отрицательной реакцией у фанатского сообщества Animal Crossing. Фанаты и игровая пресса посчитали игру слишком похожей на предшественниц, отметили отсутствие инновационных элементов игрового процесса. Как заметила редакция IGN, «команда разработчиков подошла к проекту крайне осторожно и просто переработала дизайн предыдущих игр, не приложив усилий по созданию чего-то нового, кроме расширенной коллекции насекомых, рыбы и мебели».
На негативную оценку игры повлияли в том числе и завышенные ожидания фанатов, с учётом большого промежутка времени в три года между анонсом и выходом Let’s Go to the City. Многие фанаты полагали, что Nintendo готовит к выпуску качественный продукт, извлекающий преимущества из продвинутых характеристик Wii. После выхода негативные оценки получил микрофон Wii Speak ― игрокам приходилось в него кричать.
Let’s Go to the City привлекла внимание миссурийского подразделения оперативной группы «по борьбе с интернет-преступлениями против детей». Представители группы утверждали, что игра используется для совращения «сексуальными хищниками» малолетних детей, в частности, вымышленный мэр городка Тортимер якобы требует от игроков-детей отправлять фотографии их обнажённых тел, используя веб-камеру Wii. Утверждалось, что игра в целом побуждает детей обмениваться с незнакомыми людьми записками, предметами и «одолжениями» для «достижения следующего уровня». Данную информацию распространял миссурийский телеканал KMIZ. Редакция Kotaku в ответ заявила, что эта история является ярким примером того, как тема, связанная со зловредным влиянием компьютерных игр на детей, обрастает спекуляциями и ложной дезинформацией, призванной разжечь массовую истерию среди родителей.
Let’s Go to the City позднее была признана самой спорной игрой в основной линейке Animal Crossing. Редакция IGN заметила, что Let’s Go to the City была отражением более масштабной проблемы, так как в период выпуска третьей части Nintendo взяла курс на резкое сокращение расходов на разработку своих игр. Выпускаемые новые тайтлы по факту являлись минимально доработанными версиями более старых игр, некоторые из которых даже оказывались более худшими версиями на Wii, например, Donkey Kong Jungle Beat и Mario Power Tennis.

### Продажи
В первую неделю после выхода Let’s Go to the City стала бестселлером в Японии с проданными 305 180 копиями. К концу декабря игра уже спустилась на третье место с проданными 150 000 копиями за неделю. Игра занимала 10-е место в списке самых продаваемых игр в США по состоянию на декабрь 2008 года, где было продано более 497 000 копий игры. В Японии к концу января 2009 года было продано уже более миллиона копий игры, а по итогам года Let’s Go to the City заняла восьмое место среди самых продаваемых игр. Игровая аудитория Let’s Go to the City включала в себя людей разных демографических групп и часто родителей с детьми. Let’s Go to the City также пользовалась популярностью у игроков-женщин. По состоянию на март 2010 года, Let’s Go to the City была второй по популярности игрой на Wii.
Let’s Go to the City способствовала росту продаж игровой приставки Wii: так, в конце ноября 2008 года незадолго до релиза, было продано более 300 000 приставок за одну неделю. По состоянию на май 2009 года, по всему миру было продано 3,38 миллиона копий игры. Let’s Go to the City стала одной из самых продаваемых игр на Wii. Тем не менее совокупные продажи Let’s Go to the City были значительно ниже, чем у её приквела Wild World. В частности, по состоянию на 2020 год, общие продажи второй части составляли 11,75 миллиона копий, а Let’s Go to the City — 4,32 миллиона, то есть почти в три раза меньше.
Nintendo признала, что Let’s Go to the City не оправдала её изначальные ожидания. Тем не менее японская компания отчиталась в этот временной период о рекордных доходах, полученных с продаж своих игр и приставок. Слабый успех Let’s Go to the City был связан с тем, что многие игроки Wild World не желали переходить на игру на игровой приставке и начинать весь игровой прогресс заново. Вдобавок игровой процесс Animal Crossing признан более удобным для портативного устройства. Джордан Оломан с сайта Fandom заметил, что игроки Let’s Go to the City были в основном новичками, а все его знакомые, игравшие на тот момент в Wild World, не были заинтересованы в том, чтобы начинать весь игровой прогресс заново и ради незначительных нововведений отказываться от возможности играть вне дома.

### Влияние
В январе 2010 года компания Daio Paper в рамках сотрудничества с Nintendo выпустила ограниченную партию салфеток бренда elleair с изображениями персонажей из Let’s Go to the City.
По мотивам вселенной игры 27 августа 2010 года была выпущена манга под названием Machi e ikou yo dōbutsunomori ~ tanpopo murada yori ~ (яп. 街へいこうよ どうぶつの森～たんぽぽ村だより～ Мати э ико ё до:буцуномори ~ тампопо мурада ёри ~) авторства Мори Мако. Распространением манги занималось издание Shogakukan. Манга повествует о недавно переехавшей девочке, которая знакомится с персонажами из Let’s Go to the City. В 2008 годе журналом Dengeki Nintendo выпускалась манга Machi e ikou yo dōbutsunomori atsumare! Komo-bire-mura (яп. 街へいこうよ どうぶつの森 あつまれ!こもびれ村 Мати э ико ё до:буцуномори ацумарэ! Комо-бирэ-мура) авторства Юмико Мураками, повествующая о героях по имени Бит и Марина.

## Музыка и озвучивание
Музыка, играющая в фоновом режиме, была взята из приквела серии — Wild World. Композиторами мелодий выступают Кадзуми Тотака, Манака Томинага и Сихо Фудзии.
22 апреля 2009 года в Японии был выпущен альбом Animal Crossing: City Folk ~Forest Concert~ (яп. 街へいこうよ どうぶつの森 ～森の音楽会～ Мати э Ико: ё Добуцу но Мори ~Мору но Онгакукаи~), включающий как фоновую музыку из игры Let’s Go to the City, так и композиции, исполняемые вымышленным музыкантом К.К. Слайдером; тот, в свою очередь, был создан по образу композитора Тотаки. Распространением саундтрека занимался лейбл Aniplex Co., Ltd. Поскольку большое количество песен К.К. Слайдера невозможно было уместить в альбоме, лейбл предложил оформлять частные заказы на личном сайте, где покупатель мог составить список песен К. К. Слайдера, которые желал бы получить вместе с саундтреком.
В декабре 2009 года альбом был перевыпущен в Европе под названием Animal Crossing Your Favourite Songs Original Soundtrack. Альбом можно было приобрести на сайте Nintendo за накопительные баллы. Данное издание включало, помимо фоновой музыки, и ограниченное количество песен K. K. Слайдера, которые были выбраны по итогам опроса на европейском сайте Nintendo.
Язык, на котором разговаривают все персонажи в игре, неофициально называется «Анимальским» (англ. Animalese). Он не является полностью синтетическим, так как отдельные звуки и слоги были записаны с участием реальных актёров озвучивания, затем полученные звуки искусственно объединялись в слова и предложения. Полученную речь затем ускоряли и меняли частота голоса. Всё это было намеренно сделано для достижения неразборчивой имитации речи, сами же диалоги сопровождаются субтитрами.

## Критика
| Сводный рейтинг    | Сводный рейтинг |
| Агрегатор          | Оценка          |
| ------------------ | --------------- |
| GameRankings       | 73,54 %         |
| Metacritic         | 73/100          |
| Иноязычные издания |                 |
| Издание            | Оценка          |
| 1UP.com            | C               |
| Famitsu            | 33/40           |
| GameSpot           | 7,5             |
| GameTrailers       | 7,2/10          |
| IGN                | 7,5/10          |
| Nintendo Power     | 8/10            |
| Gameplanet         | 7,5/10          |
| Nintendolife       | [ 70 ]          |
| Destructoid        | 8,5             |

Редакция IGN присвоила Let’s Go to the City звание лучшего симулятора для Wii в 2008 году, также номинировала игру в категориях «Лучшая семейная игра» и «Лучшая многопользовательская онлайн-игра». Редакция GameSpot причислила Let’s Go to the City к худшим сиквелам 2008 года
Игровые критики дали смешанные отзывы Let’s Go to the City. Средняя оценка, по версии агрегатора Metacritic, на основе 50 отзывов составляет 73 балла из 100 возможных. Let’s Go to the City считается самой спорной игрой в основной линейке Animal Crossing, которая разочаровала поклонников серии.
Критики сошлись во мнении, что Let’s Go to the City слишком похожа на своих предшественниц — Animal Crossing для GameCube 2001 года выпуска и Wild World для Nintendo DS 2005 года выпуска. Некоторые рецензенты назвали Let’s Go to the City улучшенной версией Wild World, также представители сайтов IGN и Polygon заметили, что Let’s Go to the City должна была себя позиционировать, как Wii-версия Wild World, а не полноценное предложение. Отдельно рецензент Gameplanet заметил, что важным упущением для Let’s Go to the City стало то, что она не предназначалась для портативной консоли.
По мнению критиков, поскольку Let’s Go to the City сохранила достоинства предыдущих игр серии, но предложила мало инноваций, она наилучшим образом подходит новичкам, не знакомым с франшизой, нежели старым фанатам, которые слишком хорошо знают игровой процесс, чтобы он их заинтересовал. Крэйг Харрис из IGN назвал Let’s Go to the City технически лучшей игрой Animal Crossing на игровом рынке и одновременно худшим продолжением.
Корби Диллард с сайта Nintendolife и Крэйг Харис с сайта IGN, описывая сложившуюся ситуацию, упомянули излюбленную стратегию Nintendo «не чини неполоманное», когда японская компания выпускает одни и те же игры с минимальными улучшениями, если в прошлом они были успешными. Однако, как оказалось, такая стратегия не применима к Animal Crossing, поскольку характер её игрового процесса кардинально отличается от других типичных игр от Nintendo. Харрис с сарказмом заметил, что разработка третьей части как будто началась с того, что «кто-то в Nintendo швырнул приставку DS [Wild World] команде разработчиков Animal Crossing и приказал: „Вот ваш проектный документ. Приступайте к работе“». Майк Фэйи с сайта Polygon заметил, что, учитывая большое разнообразие контроллеров Wii, Nintendo могла бы добавить множество мини-игр в третью часть.

### Игровой процесс
Игровой процесс Let’s Go to the City критики оценили положительно, посчитав, что третья часть взяла лучшее из первых двух игр. Незначительные нововведения были раскритикованы. Как заметил представитель Kotaku, Let’s Go to the City — это та же игра, что и Wild World, с городским центром, улучшенной графикой, на большом экране, поддержкой голосового чата и некоторыми дополнительными предметами для коллекционирования, но в остальном — всё та же игра.
Игра, по мнению некоторых критиков, лучше всего подходит для недолгих игровых сеансов, но в неё можно играть и в течение года. Let’s Go to the City, как и её предшественницы, подкупает своим игровым опытом, завязанным на выполнении простых житейских задач — садоводства, рыбалки, шоппинга и общения с соседями. Игра также практически лишена каких-либо элементов стресса. Другая причина выигрышности формулы Animal Crossing — это то, что игры серии предоставляют самое большое количество «коллекционного хлама», чем в каких-либо других компьютерных играх, мотивируя играть годами, вышеописанное применимо в полной мере и к Let’s Go to the City.
Часть критиков заметила, что, как и приквелы, Let’s Go to the City вызывает сильное привыкание и зависимость и похожа на азартный автомат, но без риска проигрыша. Джонатан Холмс с сайта Destructoid в этой связи заметил, что игрок запросто потратит сотни часов на прохождение. Холмс с сарказмом заметил, что ему пришлось в одиночку проходить Let’s Go to the City, так как остальная команда рецензентов Destructoid испугалась, что снова подсядет на Animal Crossing, словно на наркотическую иглу.
Некоторые критики отметили, что в третьей части раскрываются незначительные, но многочисленные дополнения и усовершенствования игрового процесса, которые можно прочувствовать, если играть долго. Например, это значительно доработанная графика, улучшенный ИИ неигровых персонажей, большие коллекции живностей, одежды, инструментов и песен, возможность жертвовать деньги, доработанные функции многопользовательского режима и так далее. Основное нововведение — городской центр — получил смешанные отзывы. Многие критики заметили, что городской район не претерпел существенных изменений с точки зрения игрового процесса; привычные всем персонажи, такие как лис Редд, гадалка, парикмахер, вместо временного посещения городка отныне занимают собственные здания в отдельном районе.

### Графика и управление
Критики, с одной стороны, похвалили Let’s Go to the City за улучшенную графику в сравнении с предыдущими частями; с другой стороны, назвали её слишком примитивной по меркам игры для Wii. Тем не менее звуковые эффекты превосходят таковые в приквелах.
По мнению некоторых критиков, Let’s Go to the City по визуализации и уровню графики напоминает Animal Crossing для GameCube до такой степени, что неподготовленный человек едва ли заметит разницу между двумя этими играми, хотя с точки зрения геймплея Let’s Go to the City подобна Wild World. Критик Destructoid при подробном сравнительном анализе графики Let’s Go to the City и Animal Crossing от GameCube заметил, что третья часть очевидно обладает более чёткой картинкой, улучшенными текстурами и яркими цветами. Анимации в Let’s Go to the City также гораздо разнообразнее и плавнее. Критик констатировал, что для многих старых фанатов, любивших первые две части Animal Crossing, но которым сильно мешала примитивная графика, Let’s Go to the City станет настоящим облегчением для глаз. Критик заметил, что подобной качественной анимации на уровне Let’s Go to the City можно было бы добиться и в первой части для GameCube, а третья часть в итоге, несмотря на свои многочисленные преимущества, выглядит устаревшей по меркам игры для Wii.
Критик GamePlanet похвалил Let’s Go to the City за инновационное управление с помощью Wii Remote, позволяя заново оценить некоторые привычные действия, например, ловлю рыбы. Наоборот, рецензент GamePlanet назвал использование периферийных устройств Wii в игре слишком сложным, хотя казуальным игрокам управлять персонажем достаточно просто.

### Многопользовательский режим
Игровые критики похвалили улучшения в многопользовательском режиме в сравнении с Wild World. Представитель Nintendolife заметил, что процесс посещения городов стал значительно проще и удобнее, нежели в Wild World, хотя работает почти по такому же принципу. Критик Gameplanet заметил, что мультиплеер предлагает гораздо больше возможностей благодаря встроенному микрофону, позволяя общаться в реальном времени с другими игроками. Тем не менее его настройка требует немного терпения. Рецензент IGN отдельно оценил факт того, что жители, переехавшие жить к другим игрокам, сохраняют данные игроком крылатые фразы и созданные текстуры на одежде, буквально забирая частичку игрока с собой. Представитель Destructoid заметил, что Let’s Go to the City сильно выделяется на фоне остальных онлайн-игр, где отсутствуют турниры, сражения и прочие официальные «игры». Игрок может организовывать собственные занятия, а это вкупе с поддержкой Wii Speak напоминает то, «как возвращаешься в детство, бегаешь на заднем дворе и играешь с палками».

### Ретроперспектива
Несмотря на споры, сопровождавшие игру при её выпуске, у City Folk есть свои фанаты, считающие данную игру лучшей в серии, главным образом за наличие городского центра, подобие которого разработчики пытались воссоздать лишь в New Leaf в будущем. Некоторыми фанатами City Folk рассматривается как классика за соблюдение старой художественной эстетики серии Animal Crossing, когда как сиквел New Leaf уже предоставил обновлённый и современный дизайн.

### Научный интерес
Джеймс Пол Ги, профессор психолингвистики, и Майкл Левин, исполнительный директор и основатель Центра Джоан Ганц Куни, назвали Animal Crossing наряду с The Sims и SimCity характерными примерами, которые опровергают популярное мнение, что компьютерные игры способствуют росту агрессии и антисоциального поведения.
Джон Мёрфи и Хосе Загал, профессора из университета Де Поля в Чикаго, в своей книге «Videogames and the Ethics of Care» от 2011 года исследовали этику современных видеоигр и описали альтернативный подход «этики ухода», впервые предложенный философами-феминистками. В качестве характерного примера Мёрфи и Загал упоминали Let’s Go to the City, которая формирует эмоциональную привязанность к игровым персонажам и понимание ценности этого отношения. Авторы противопоставляли «этику заботы» Let’s Go to the City и других немногочисленных игр мейнстримовой игровой индустрии, или играм с «традиционной моралью». Мейнстримовые игры, по их мнению, отражают мужское видение мира, основанное на соревновании, стратегии, правилах, выгоде, переговорах; в них зачастую нет места межличностным отношениям, эмпатии и эмоциональным переживаниям.